# Crocus boissieri
Crocus boissieri là một loài thực vật có hoa trong họ Diên vĩ. Loài này được Maw miêu tả khoa học đầu tiên năm 1881.